# ブレントウード (カリフォルニア州)
ブレントウッド（Brentwood）は、アメリカ合衆国カリフォルニア州のコントラコスタ郡にある都市。人口は6万4292人（2020年）。サンフランシスコ・ベイエリア東部の新興住宅地であり、人口が増加している。
「ブレントウッド・コーンフェスト」は、この地域で育ったスイートコーンの食品祭である。
ロサンゼルス郡のウェスト・サイド地区に含まれ、ロサンゼルス市内のブレントウッド地区 (en) とは異なる。